# Greens Fork
Greens Fork es un pueblo ubicado en el condado de Wayne en el estado estadounidense de Indiana. En el Censo de 2010 tenía una población de 423 habitantes y una densidad poblacional de 1.001,97 personas por km².

## Geografía
Greens Fork se encuentra ubicado en las coordenadas 39°53′29″N 85°2′30″O / 39.89139, -85.04167. Según la Oficina del Censo de los Estados Unidos, Greens Fork tiene una superficie total de 0.42 km², de la cual 0.41 km² corresponden a tierra firme y (1.84%) 0.01 km² es agua.

## Demografía
Según el censo de 2010, había 423 personas residiendo en Greens Fork. La densidad de población era de 1.001,97 hab./km². De los 423 habitantes, Greens Fork estaba compuesto por el 99.29% blancos, el 0% eran afroamericanos, el 0.24% eran amerindios, el 0.24% eran asiáticos, el 0% eran isleños del Pacífico, el 0% eran de otras razas y el 0.24% pertenecían a dos o más razas. Del total de la población el 0% eran hispanos o latinos de cualquier raza.